# Duckstad Pocket
Duckstad Pocket (2013-2015) is een pocketreeks van Donald Duck die steeds over een personage gaat. Een pocket over Dagobert Duck bevat bijvoorbeeld alleen verhalen over Dagobert Duck. De Duckstad pocket bestaat altijd uit meer dan 300 bladzijden. Deze reeks heeft in plaats van een rugtekening een panorama. Als alle pockets op een rijtje worden gezet ontstaat er een panorama van Duckstad. Deze pocket-reeks is gestart in 2013. Het laatste deel, deel 11, verscheen in 2015.

## Verschenen Edities
| Nr. | Hoofdpersonage                       |
| --- | ------------------------------------ |
| 1   | Kwik, Kwek en Kwak verhalen          |
| 2   | Dagobert Duck verhalen               |
| 3   | Familie Duck verhalen                |
| 4   | De Zware Jongens verhalen            |
| 5   | Willie Wortel verhalen               |
| 6   | Donald Duck verhalen                 |
| 7   | Superdonald verhalen                 |
| 8   | Gijs Gans verhalen                   |
| 9   | Donald Duck en Katrien verhalen      |
| 10  | Dagobert Duck en Rockerduck verhalen |
| 11  | Vol reizen en avonturen verhalen     |